# Aracoeli-Insula

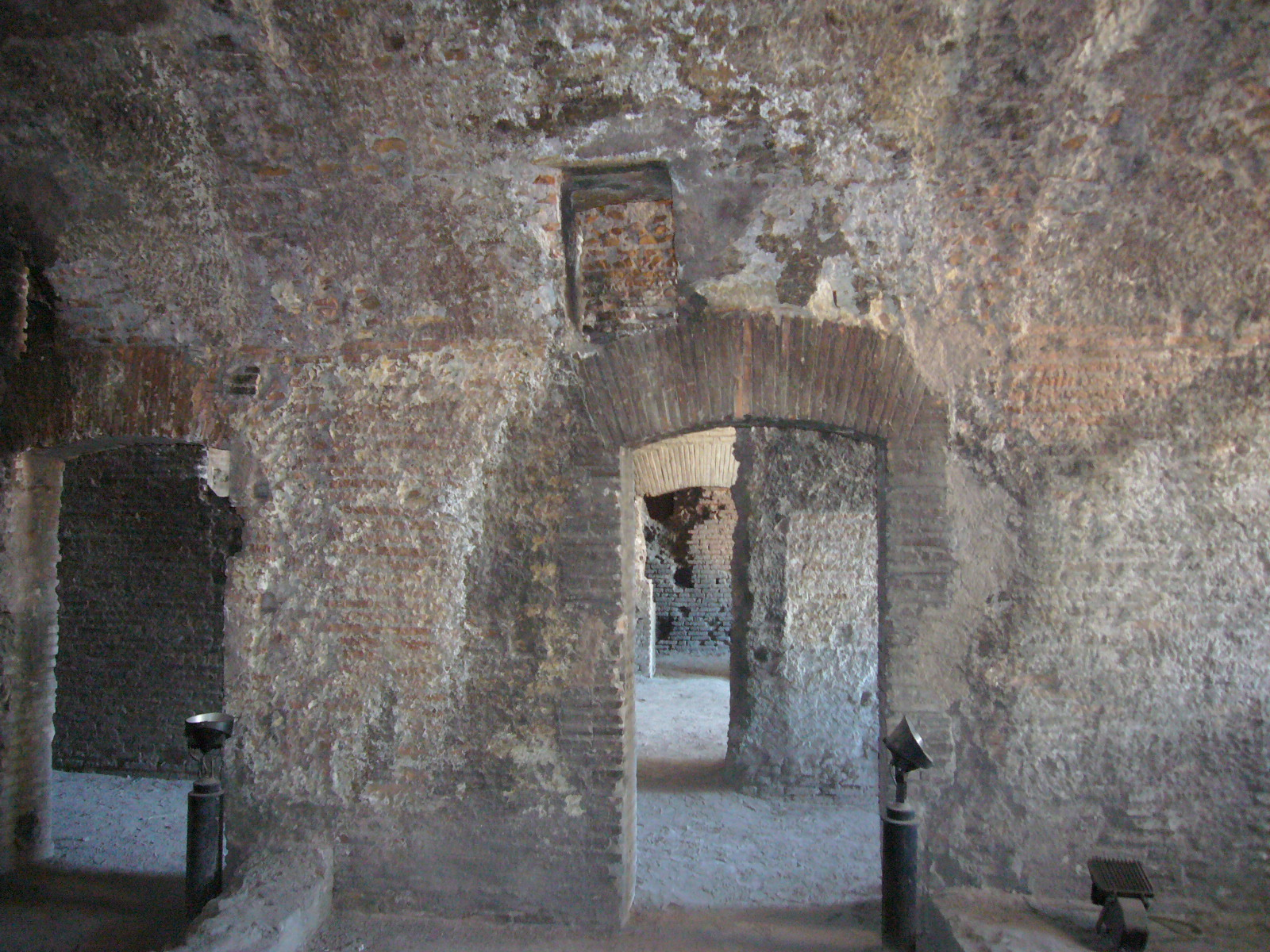
Innenräume.

Die Aracoeli-Insula (italienisch Insula dell’Ara Coeli) ist die Ruine einer antiken römischen Insula neben der Treppe, die zu der Kirche Santa Maria in Aracoeli hinaufführt. Das Gebäude stammt aus dem 2. Jahrhundert n. Chr. und ist eines der wenigen erhaltenen Beispiele für vielgeschossige Wohnbauten im Alten Rom. Im Mittelalter wurde ein Campanile für die Kirche San Biagio di Mercato eingebaut. Im Zuge der Bau- und Abrisspläne von Benito Mussolini in Rom, begleitet von umfangreichen Ausgrabungstätigkeiten, wurde die Aracoeli-Insula am Hang des Kapitolshügels wiederentdeckt und freigelegt. 

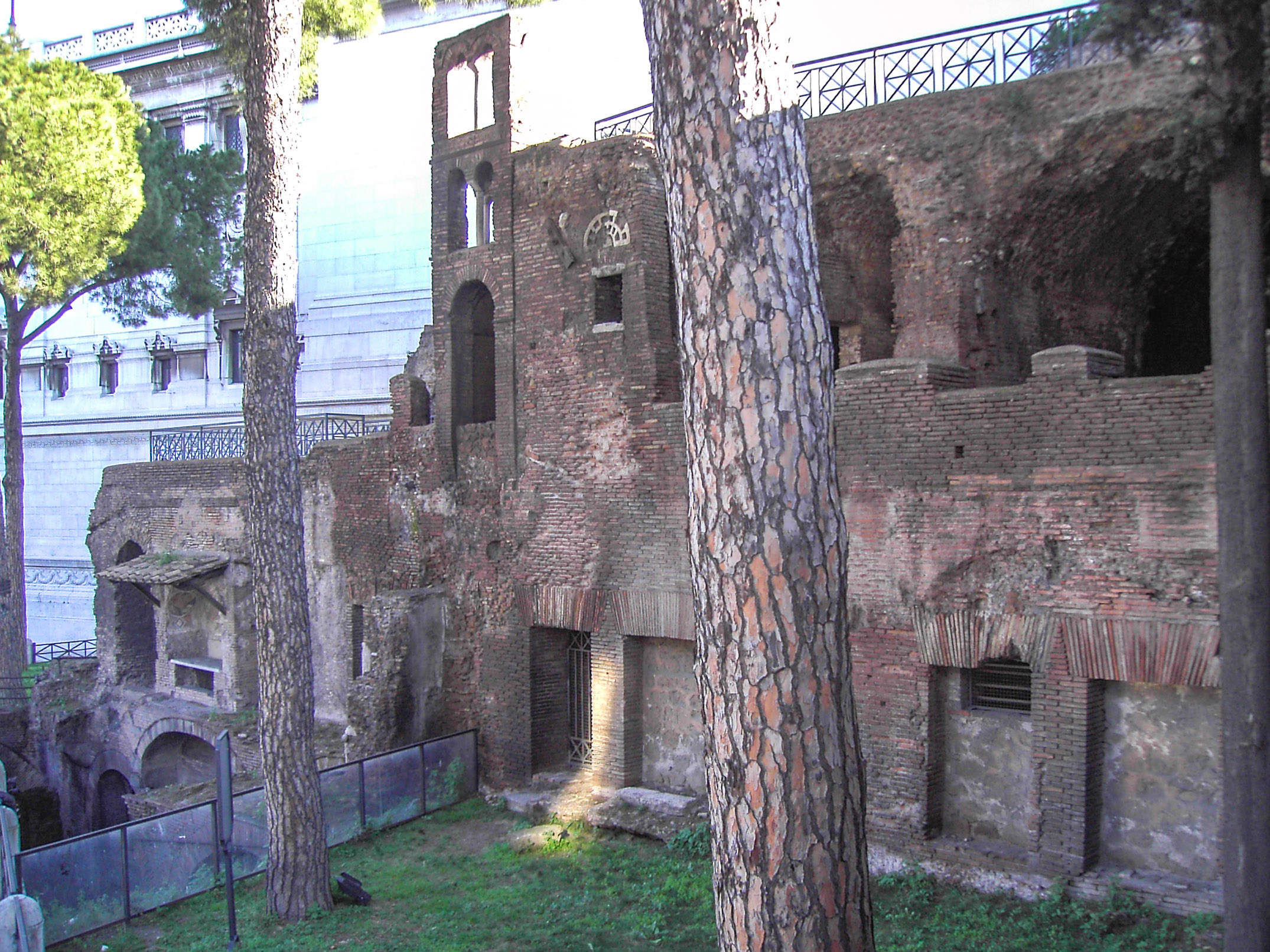
Außenansicht der Insula.

## Die Forschungsgeschichte
Für die archäologische Erforschung der Stätte sind besonders die Arbeiten von Antonio Maria Colini, Italo Gismondi und eine erste ausführliche Beschreibung von James E. Packer wertvoll. Auf dieser Dokumentation konnte der Archäologe Sascha Priester aufbauen, der den Bau zwischen 1997 und 2002 intensiv erforschte.

## Die archäologische Rekonstruktion des Areals
Antonio M. Colini und James E. Packer gingen davon aus, dass der Bau, den man als Aracoeli-Insula bezeichnet, der erhaltene Teil eines mehrstöckigen und in die Fläche gezogenen Vierflügelbaus sei, der sich einst um einen Innenhof gruppierte. Sascha Priester zeigte dagegen auf, dass der von der bisherigen Forschung hypothetisch angenommene Südflügel nicht nachzuweisen ist; er schlug auf Grundlage des archäologischen Befunds eine neue Rekonstruktion des gesamten Areals vor. Er unterschied und beschrieb den „Westbau“, der heute, bis auf seine noch sichtbare wuchtige Ziegelfassade, fast vollständig unter der modernen Via del Teatro di Marcello liegt. Die Grundfläche dieses Erdgeschosses mit seiner Laden-Reihe (tabernae) betrug bis zu 400 m². Im Norden des Geländes erhob sich der „Nordbau“ mit seinem antiken Treppenhaus, das unmittelbar nach der Ausgrabung wieder zugeschüttet wurde. Der „Ostbau“ – heute als Aracoeli-Insula bekannt – ist der noch am besten sichtbare Teil dieses Gebäude-Ensembles. Statt eines nach oben offenen Innenhofes ging Sascha Priester von einer von Bögen überspannten Gasse zwischen „Westbau“ und „Ostbau“ aus. Als Beleg dafür dienen die Portikus-Pfeiler des „Ostbaus“ und die Ansatzspuren von Bögen sowie entsprechende Ziegelpfeiler des gegenüberliegenden „Westbaus“. Dieser Rekonstruktion folgend, bog der überwölbte Weg (via tecta) als Gasse (vicus) von Westen kommend am „Nordbau“ nach Süden ab und verlief dann zwischen den unterschiedlich hohen Gebäuden des „Westbaus“ und „Ostbaus“. Zumindest ein Zweig des Weges erschloss möglicherweise auch die Südfassade des „Ostbaus“. Durch den nachträglichen Anbau der Portikus an den „Ostbau“ wurde die Straße in ihrer Breite auf ca. 3,8 Meter reduziert. Die Gasse war in einer sekundären Phase sicher gepflastert und wurde spätestens in der Spätantike endgültig als Verkehrsweg aufgegeben.

## Die Stockwerke des mehrgeschossigen Wohnblocks
Erhalten blieb das Erdgeschoss, darüber ein Zwischengeschoss und drei weitere Stockwerke mit Spuren eines vierten.
Im Erdgeschoss befand sich, wie üblich, eine Zeile von tabernae (Läden oder Werkstätten), deren Besitzer in dem niedrigen Zwischengeschoss (Mezzanin) über ihrem Laden wohnten. Man gelangte vom Ladeninneren mit einer hölzernen Treppe in diesen fensterlosen Wohnbereich. Bemerkenswert ist, dass der Grundriss des Erdgeschosses kaum Ähnlichkeit hat  mit der Aufteilung der oberen Stockwerke.
Im ersten Obergeschoss könnte sich ein geräumig geschnittenes Appartement befunden haben, doch ist nicht klar, ob dieser Raumeindruck die Folge späterer Umbaumaßnahmen ist.
Als interessant gilt die Raumaufteilung im dritten Stock: Es handelt sich um Dreiraumwohnungen, die durch Korridore getrennt sind. Der letzte Raum empfängt durch zwei Fenster Licht und war offensichtlich der Wohnbereich, während die beiden anderen Räume zum Schlafen bzw. zur Lagerung von Hausrat gedient haben dürften. Von außen betrachtet bildeten die Fenster Dreiergruppen, wobei das jeweils mittlere Fenster den Korridor erhellte. Solche standardisierten Wohnungen waren daraufhin gebaut worden, um auf dem Wohnungsmarkt unterschiedlichen Mietern angeboten zu werden.